# Mestawet Tufa
Mestawet Tufa (en amharique: መስታወት ቱፋ; née le 14 septembre 1983 à Arsi) est une coureuse de fond éthiopienne.
Elle est la sœur de Tigist Tufa et de Solomon Demse.

## Biographie
Sa première compétition de course en montagne est celle de Obudu Ranch International Mountain Race au Nigéria. Au cours de celle-ci, elle est devant pendant la majorité de la course mais s'effondre à cause de la déshydratation 50 mètres avant l'arrivée. Elle est soignée par une équipe médicale et revient l'année suivante en finissant deuxième, une seconde après Mamitu Daska.
En 2007, elle gagne la première place du 10 000m femme aux All-Africa Championships et finit seconde aux IAAF World Cross Country Championships d'Edimbourg en battant presque le record.
En 2014, elle gagne le Yellow River Marathon en Chine malgré les conditions climatiques difficiles, en battant le record de cette course en 2 h 28 min 27 s. 

### Palmarès
| Date | Compétition                            | Lieu              | Résultat | Épreuve       |
| ---- | -------------------------------------- | ----------------- | -------- | ------------- |
| 2000 | Championnats du monde juniors          | Santiago du Chili | 5e       | 3 000 m       |
| 2001 | Championnats du monde jeunesse         | Debrecen          | 2e       | 3 000 m       |
| 2006 | Championnats du monde de cross         | Fukuoka           | 7e       | Course longue |
| 2006 | Championnats du monde de cross         | Fukuoka           | 1re      | Par équipes   |
| 2006 | Finale mondiale de l'athlétisme        | Stuttgart         | 8e       | 5 000 m       |
| 2007 | Jeux africains de 2007                 | Alger             | 1re      | 10 000 m      |
| 2008 | Championnats du monde de cross         | Édimbourg         | 2e       | Course sénior |
| 2008 | Championnats du monde de cross         | Édimbourg         | 1re      | Par équipes   |
| 2009 | Championnats du monde de semi-marathon | Birmingham        | 5e       | Individuel    |
| 2009 | Championnats du monde de semi-marathon | Birmingham        | 2e       | Par équipe    |

### Records personnels
- 3000 mètres - 8:47.41 (2006)
- 5000 mètres - 14:51.72 (2007)
- 10,000 mètres - 30:38.33 (2008)
- Semi-Marathon - 1:09:11 (2009)